# Abierto de Estados Unidos 2014
El Abierto de Estados Unidos 2014 (o US Open) se llevó a cabo en las canchas de superficie dura del USTA Billie Jean King National Tennis Center de Flushing Meadows, Nueva York, Estados Unidos, entre el 25 de agosto y el 8 de septiembre de 2014. Además de ser la 134.ª edición del Abierto, este fue el cuarto y último torneo de Grand Slam del año.

## Distribución de puntos y premio monetario

### Puntos

#### Sénior
| Evento               | G    | F    | SF  | CF  | Ronda de 16 | Ronda de 32 | Ronda de 64 | Ronda de 128 | C  | C3 | C2 | C1 |
| Individual masculino | 2000 | 1200 | 720 | 360 | 180         | 90          | 45          | 10           | 25 | 16 | 8  | 0  |
| Dobles masculino     | 2000 | 1200 | 720 | 360 | 180         | 90          | 0           | —            | —  | —  | —  | —  |
| Individual femenino  | 2000 | 1300 | 780 | 430 | 240         | 130         | 70          | 10           | 40 | 30 | 20 | 2  |
| Dobles femenino      | 2000 | 1300 | 780 | 430 | 240         | 130         | 10          | —            | —  | —  | —  | —  |

| Evento               | G   | F   | SF  | CF  | Ronda de 16 | Ronda de 32 | C  | C3 |
| Individual masculino | 375 | 270 | 180 | 120 | 75          | 30          | 25 | 20 |
| Individual femenino  | 375 | 270 | 180 | 120 | 75          | 30          | 25 | 20 |
| Dobles masculino     | 270 | 180 | 120 | 75  | 45          | —           | —  | —  |
| Dobles femenino      | 270 | 180 | 120 | 75  | 45          | —           | —  | —  |

| Evento            | G   | F   | SF/3.º | CF/4.º |
| Individual        | 800 | 500 | 375    | 100    |
| Dobles            | 800 | 500 | 100    | —      |
| Quad (Individual) | 800 | 500 | 375    | 100    |
| Quad (Dobles)     | 800 | 100 | —      | —      |

### Premio
| Evento        | G          | F          | SF       | CF       | Ronda de 16 | Ronda de 32 | Ronda de 64 | Ronda de 128 | C3      | C2    | C1    |
| Individual    | $3 000 000 | $1 450 000 | $730 000 | $370 250 | $187 300    | $105 090    | $60 420     | $35 754      | $13 351 | $8781 | $4551 |
| Dobles *      | $520 000   | $250 000   | $124 450 | $62 060  | $32 163     | $20 063     | $13 375     | —            | —       | —     | —     |
| Dobles mixto* | $150 000   | $70 000    | $30 000  | $15 000  | $10 000     | $5000       | —           | —            | —       | —     | —     |

* por equipo

#### Gratificación
Los primeros tres jugadores del US Open Series 2014 reciben un gratificación monetaria, dependiendo del lugar que ocupen en el Abierto de Estados Unidos de 2014.
| Emirates Airline US Open Series Finish 2014 | US Open Series 2014 | US Open Series 2014 | US Open Series 2014 | US Open Series 2014 | US Open Series 2014 | US Open Series 2014 | US Open Series 2014 | US Open Series 2014 | Ganadores           | Ganadores  |
| ------------------------------------------- | ------------------- | ------------------- | ------------------- | ------------------- | ------------------- | ------------------- | ------------------- | ------------------- | ------------------- | ---------- |
| Emirates Airline US Open Series Finish 2014 | G                   | F                   | SF                  | CF                  | Ronda de 16         | Ronda de 32         | Ronda de 64         | Ronda de 128        | Ganadores           | Ganadores  |
| 1.er lugar                                  | $1 000 000          | $500 000            | $250 000            | $125 000            | $70 000             | $40 000             | $25 000             | $15 000             | Milos Raonic        | $70 000    |
| 1.er lugar                                  | $1 000 000          | $500 000            | $250 000            | $125 000            | $70 000             | $40 000             | $25 000             | $15 000             | Serena Williams     | $1 000 000 |
| 2.º lugar                                   | $500 000            | $250 000            | $125 000            | $62 500             | $35 000             | $20 000             | $12 500             | $7500               | John Isner          | $20 000    |
| 2.º lugar                                   | $500 000            | $250 000            | $125 000            | $62 500             | $35 000             | $20 000             | $12 500             | $7500               | Angelique Kerber    | $20 000    |
| 3.er lugar                                  | $250 000            | $125 000            | $62 500             | $31 250             | $17 500             | $10 000             | $6250               | $3750               | Roger Federer       | $250 000   |
| 3.er lugar                                  | $250 000            | $125 000            | $62 500             | $31 250             | $17 500             | $10 000             | $6250               | $3750               | Agnieszka Radwańska | $6 250     |

## Actuación de los jugadores en el torneo
Individual masculino
| Campeón                        | Campeón                     | Finalista              | Finalista                  |
| ------------------------------ | --------------------------- | ---------------------- | -------------------------- |
| Marin Čilić [14]               | Marin Čilić [14]            | Kei Nishikori[10]      | Kei Nishikori[10]          |
| Semifinalistas                 |                             |                        |                            |
| Novak Djokovic [1]             | Novak Djokovic [1]          | Roger Federer [2]      | Roger Federer [2]          |
| Eliminados en cuartos de final |                             |                        |                            |
| Andy Murray [8]                | Stan Wawrinka [3]           | Tomáš Berdych [6]      | Gael Monfils [20]          |
| Eliminados en cuarta ronda     |                             |                        |                            |
| Philipp Kohlschreiber [22]     | Jo-Wilfried Tsonga [9]      | Tommy Robredo [16]     | Milos Raonic [5]           |
| Dominic Thiem                  | Gilles Simon [26]           | Grigor Dimitrov [7]    | Roberto Bautista Agut [17] |
| Eliminados en tercera ronda    |                             |                        |                            |
| Sam Querrey                    | John Isner [13]             | Pablo Carreño          | Andrey Kuznetsov           |
| Blaž Kavčič                    | Nick Kyrgios                | Leonardo Mayer [23]    | Victor Estrella            |
| Teimuraz Gabashvili            | Feliciano López [19]        | Kevin Anderson [18]    | David Ferrer [4]           |
| David Goffin                   | Richard Gasquet [12]        | Adrian Mannarino       | Marcel Granollers          |
| Eliminados en segunda ronda    |                             |                        |                            |
| Paul-Henri Mathieu             | Guillermo García-López [28] | Michaël Llodra [WC]    | Jan-Lennard Struff         |
| Aleksandr Nedovyesov           | Benoît Paire                | Fernando Verdasco [31] | Matthias Bachinger [Q]     |
| Thomaz Bellucci                | Jérémy Chardy [30]          | Andreas Seppi          | Simone Bolelli             |
| Pablo Andújar                  | Matthew Ebden               | Borna Ćorić [Q]        | Peter Gojowczyk [Q]        |
| Martin Kližan                  | Alexander Kudryavtsev [Q]   | Tatsuma Ito [Q]        | Ernests Gulbis [11]        |
| Illya Marchenko [Q]            | Jerzy Janowicz              | Federico Delbonis      | Bernard Tomic [WC]         |
| Dudi Sela                      | João Sousa [32]             | Alejandro González     | Paolo Lorenzi              |
| Fabio Fognini [15]             | Tim Smyczek [WC]            | Ivo Karlović [25]      | Samuel Groth               |
| Eliminados en primera ronda    |                             |                        |                            |
| Diego Schwartzman              | Gilles Müller               | Máximo González        | Lu Yen-hsun                |
| Facundo Bagnis [Q]             | Daniel Gimeno Traver        | Mikhail Kukushkin      | Marcos Giron [WC]          |
| Juan Mónaco                    | James McGee [Q]             | Andreas Beck [Q]       | Julien Benneteau [24]      |
| Blaž Rola                      | Bradley Klahn               | Radek Štěpánek         | Robin Haase                |
| Jiří Veselý                    | Nicolas Mahut               | Donald Young           | Alejandro Falla            |
| Mijaíl Yuzhny [21]             | Sergiy Stakhovsky           | Vasek Pospisil         | Édouard Roger-Vasselin     |
| Wayne Odesnik [WC]             | Jack Sock                   | Tobias Kamke           | Albert Montañés            |
| Lukáš Rosol [29]               | Igor Sijsling               | Benjamin Becker        | Taro Daniel [Q]            |
| Lleyton Hewitt                 | Steve Darcis [Q]            | Yevgueni Donskoi       | Santiago Giraldo [27]      |
| Ivan Dodig                     | Steve Johnson               | Lukáš Lacko            | Kenny de Schepper          |
| Marcos Baghdatis               | Marco Chiudinelli [Q]       | Dušan Lajović          | Pablo Cuevas               |
| Radu Albot [Q]                 | Noah Rubin [WC]             | Dustin Brown           | Damir Džumhur              |
| Ryan Harrison [Q]              | Carlos Berlocq              | Niels Desein [Q]       | rank Dancevic              |
| Jared Donaldson [WC]           | Dmitry Tursunov             | Yoshihito Nishioka [Q] | Denis Istomin              |
| Andrey Golubev                 | Pere Riba                   | Filip Krajinović [Q]   | Andreas Haider-Maurer      |
| Jarkko Nieminen                | Jürgen Melzer               | Albert Ramos           | Marinko Matosevic          |

Individual femenino
| Campeona                       | Campeona                       | Finalista               | Finalista                       |
| ------------------------------ | ------------------------------ | ----------------------- | ------------------------------- |
| Serena Williams [1]            | Serena Williams [1]            | Caroline Wozniacki [10] | Caroline Wozniacki [10]         |
| Semifinalistas                 |                                |                         |                                 |
| Yekaterina Makárova [17]       | Yekaterina Makárova [17]       | Peng Shuai              | Peng Shuai                      |
| Eliminadas en cuartos de final |                                |                         |                                 |
| Flavia Pennetta [11]           | Victoria Azarenka [16]         | Belinda Bencic          | Sara Errani [13]                |
| Eliminadas en cuarta ronda     |                                |                         |                                 |
| Kaia Kanepi                    | Casey Dellacqua [29]           | Aleksandra Krunić [Q]   | Eugenie Bouchard [7]            |
| Jelena Janković [9]            | Lucie Šafářová [14]            | María Sharápova [5]     | Mirjana Lučić-Baroni [Q]        |
| Eliminadas en tercera ronda    |                                |                         |                                 |
| Varvara Lepchenko              | Carla Suárez Navarro [15]      | Nicole Gibbs [WC]       | Karolína Plíšková               |
| Petra Kvitová [3]              | Yelena Vesniná                 | Zarina Dias             | Barbora Záhlavová-Strýcová [30] |
| Angelique Kerber [6]           | Johanna Larsson                | Alizé Cornet [22]       | Roberta Vinci [28]              |
| Sabine Lisicki [26]            | Andrea Petkovic [18]           | Venus Williams [19]     | Simona Halep [2]                |
| Eliminadas en segunda ronda    |                                |                         |                                 |
| Vania King                     | Mona Barthel                   | Samantha Stosur [24]    | Coco Vandeweghe                 |
| Shelby Rogers                  | Anastasiya Pavliuchenkova [23] | Wang Qiang (Q)          | Ana Ivanovic [8]                |
| Petra Cetkovská                | Madison Keys [27]              | Marina Erakovic         | Christina McHale                |
| CiCi Bellis [WC]               | Polona Hercog                  | Monica Niculescu        | Sorana Cîrstea                  |
| Ala Kudriávtseva [Q]           | Kurumi Nara [31]               | Sloane Stephens [21]    | Tsvetana Pironkova              |
| Zheng Saisai [Q]               | Daniela Hantuchová             | Irina-Camelia Begu      | Agnieszka Radwańska [4]         |
| Alexandra Dulgheru             | Madison Brengle [WC]           | Mónica Puig             | Aliaksandra Sasnovich [Q]       |
| Anastasia Rodionova [Q]        | Timea Bacsinszky               | Shahar Pe'er            | Jana Čepelová                   |
| Eliminadas en primera ronda    |                                |                         |                                 |
| Taylor Townsend [WC]           | Francesca Schiavone            | Alison Van Uytvanck     | Zhang Shuai [32]                |
| Lauren Davis                   | Pauline Parmentier             | Donna Vekić             | Ajla Tomljanović                |
| Julia Görges                   | Maryna Zanevska [Q]            | Caroline Garcia         | Teliana Pereira                 |
| Patricia Mayr-Achleitner       | Paula Kania [Q]                | Yvonne Meusburger       | Alison Riske                    |
| Kristina Mladenovic            | Klára Koukalová                | Katarzyna Piter         | Jarmila Gajdošová [WC]          |
| Svetlana Kuznetsova [20]       | Chan Yung-jan [Q]              | Chanelle Scheepers      | Misaki Doi                      |
| Dominika Cibulková [12]        | Lesia Tsurenko [Q]             | Elina Svitolina         | Grace Min [WC]                  |
| Ashleigh Barty [Q]             | Yaroslava Shvédova             | Heather Watson          | Olga Govortsova                 |
| Ksenia Pervak [Q]              | Duan Yingying [Q]              | Yanina Wickmayer        | Aleksandra Wozniak              |
| Annika Beck                    | Virginie Razzano               | Karin Knapp             | Bojana Jovanovski               |
| Timea Babos                    | Stefanie Vögele                | Romina Oprandi          | Amandine Hesse [WC]             |
| Paula Ormaechea                | Silvia Soler Espinosa          | Jie Zheng               | Sharon Fichman                  |
| María Kirilenko                | Kristýna Plíšková              | Julia Glushko           | Françoise Abanda [Q]            |
| Ons Jabeur [Q]                 | Tereza Smitková                | Anna Schmiedlová        | Magdaléna Rybáriková            |
| Kirsten Flipkens               | Camila Giorgi                  | Kiki Bertens            | Kimiko Date-Krumm               |
| Garbiñe Muguruza [25]          | Johanna Konta                  | María Teresa Torró Flor | Danielle Collins [WC]           |

## Sumario

### Día 1 (25 de agosto)
- Cabezas de serie eliminados:
  - Individual masculino:  Mijaíl Yuzhny [21],  Julien Benneteau [24]
  - Individual femenino:  Garbiñe Muguruza [25]
- Orden de juego

| Partidos en las canchas principales       | Partidos en las canchas principales | Partidos en las canchas principales | Partidos en las canchas principales |
| Partidos en el Arthur Ashe Stadium        | Partidos en el Arthur Ashe Stadium  | Partidos en el Arthur Ashe Stadium  | Partidos en el Arthur Ashe Stadium  |
| Evento                                    | Ganador                             | Perdedor                            | Marcador                            |
| ----------------------------------------- | ----------------------------------- | ----------------------------------- | ----------------------------------- |
| Individual femenino - 1.ª ronda           | Simona Halep [2]                    | Danielle Collins [WC]               | 6-7(2-7), 6-1, 6-2                  |
| Individual femenino - 1.ª ronda           | Venus Williams [19]                 | Kimiko Date-Krumm                   | 2–6, 6–3, 6–3                       |
| Individual masculino - 1.ª ronda          | Stanislas Wawrinka [3]              | Jiří Veselý                         | 6-3, 7–6(8–6), 7–6(7–3)             |
| Ceremonia                                 |                                     |                                     |                                     |
| Individual femenino - 1.ª ronda           | María Sharápova [5]                 | María Kirilenko                     | 6–4, 6–0                            |
| Individual masculino - 1.ª ronda          | Novak Đoković [1]                   | Diego Schwartzman                   | 6–1, 6–2, 6–4                       |
| Partidos en el Louis Armstrong Stadium    |                                     |                                     |                                     |
| Evento                                    | Ganador                             | Perdedor                            | Marcador                            |
| Individual femenino - 1.ª ronda           | Agnieszka Radwańska [4]             | Sharon Fichman                      | 6-1, 6-0                            |
| Individual masculino - 1.ª ronda          | Andy Murray [8]                     | Robin Haase                         | 6–4, 7–6(8–6), 1–6, 7–5             |
| Individual femenino - 1.ª ronda           | Sloane Stephens[21]                 | Annika Beck                         | 6-0, 6-3                            |
| Individual masculino - 1.ª ronda          | Milos Raonic [5]                    | Taro Daniel [Q]                     | 6-3, 6-2, 7–6(7–1)                  |
| Partidos en Grandstand                    |                                     |                                     |                                     |
| Evento                                    | Ganador                             | Perdedor                            | Marcador                            |
| Individual femenino - 1.ª ronda           | Angelique Kerber [6]                | Xeniya Pervak [Q]                   | 6-2, 3-6, 7-5                       |
| Individual masculino - 1.ª ronda          | Jo-Wilfried Tsonga [9]              | Juan Mónaco                         | 6–3, 4–6, 7–6(7–2), 6–1             |
| Individual masculino - 1.ª ronda          | Blaž Kavčič                         | Donald Young                        | 7–5, 6–4, 6–4                       |
| Individual femenino - 1.ª ronda           | Caroline Wozniacki [10]             | Magdaléna Rybáriková                | 6–1, 3–6, 2–0 ret.                  |
| En azul se indican los partidos nocturnos |                                     |                                     |                                     |

### Día 2 (26 de agosto)
- Cabezas de serie eliminados:
  - Individual masculino:  Lukáš Rosol [29]
  - Individual femenino:  Dominika Cibulková [12],  Svetlana Kuznetsova [20],  Zhang Shuai [32]
  - Dobles masculino:  Rohan Bopanna /  Aisam-ul-Haq Qureshi [13],  Treat Huey /  Dominic Inglot [14]
- Orden de juego

| Partidos en las canchas principales       | Partidos en las canchas principales | Partidos en las canchas principales | Partidos en las canchas principales |
| Partidos en el Arthur Ashe Stadium        | Partidos en el Arthur Ashe Stadium  | Partidos en el Arthur Ashe Stadium  | Partidos en el Arthur Ashe Stadium  |
| Evento                                    | Ganador                             | Perdedor                            | Marcador                            |
| ----------------------------------------- | ----------------------------------- | ----------------------------------- | ----------------------------------- |
| Individual femenino - 1.ª ronda           | Ana Ivanović [8]                    | Alison Riske                        | 6–3, 6–0                            |
| Individual masculino - 1.ª ronda          | John Isner [13]                     | Marcos Giron [WC]                   | 7–6(7–5), 6–2, 7–6(7–2)             |
| Individual femenino - 1.ª ronda           | Petra Kvitová [3]                   | Kristina Mladenovic                 | 6-1, 6-0                            |
| Individual masculino - 1.ª ronda          | Roger Federer [2]                   | Marinko Matosevic                   | 6–3, 6–4, 7–6(7–4)                  |
| Individual femenino - 1.ª ronda           | Serena Williams [1]                 | Taylor Townsend                     | 6–3, 6–1                            |
| Partidos en el Louis Armstrong Stadium    |                                     |                                     |                                     |
| Evento                                    | Ganador                             | Perdedor                            | Marcador                            |
| Individual masculino - 1.ª ronda          | Sam Querrey                         | Máximo González                     | 6–2, 4–6, 6–4, 4–6, 6–3             |
| Individual femenino - 1.ª ronda           | Eugénie Bouchard [7]                | Olga Govortsova                     | 6-2, 6-1                            |
| Individual masculino - 1.ª ronda          | David Ferrer [4]                    | Damir Džumhur                       | 6-1, 6-2, 2-6, 6-2                  |
| Individual femenino - 1.ª ronda           | Madison Keys [27]                   | Jarmila Gajdošová [WC]              | 6–0, 6–3                            |
| Partidos en Grandstand                    |                                     |                                     |                                     |
| Evento                                    | Ganador                             | Perdedor                            | Marcador                            |
| Individual masculino - 1.ª ronda          | Samantha Stosur [24]                | Lauren Davis                        | 6–1, 6–4                            |
| Individual femenino - 1.ª ronda           | Pablo Andújar                       | Jack Sock                           | 6–4, 3–6, 6–1, ret.                 |
| Individual masculino - 1.ª ronda          | Victoria Azarenka [16]              | Misaki Doi                          | 6-7(3-7), 6-4, 6-1                  |
| Individual femenino - 1.ª ronda           | Gaël Monfils [20]                   | Jared Donaldson [WC]                | 6–4, 6–2, 6–4                       |
| En azul se indican los partidos nocturnos |                                     |                                     |                                     |

### Día 3 (27 de agosto)
- Cabezas de serie eliminados:
  - Individual masculino:  Santiago Giraldo [27]
  - Individual femenino:  Agnieszka Radwańska [4],  Sloane Stephens [21],  Kurumi Nara [31]
  - Dobles masculino:  Julien Benneteau /  Édouard Roger-Vasselin [5]
  - Dobles femenino:  Ashleigh Barty /  Casey Dellacqua [10]

- Orden de juego

| Partidos en las canchas principales       | Partidos en las canchas principales | Partidos en las canchas principales | Partidos en las canchas principales |
| Partidos en el Arthur Ashe Stadium        | Partidos en el Arthur Ashe Stadium  | Partidos en el Arthur Ashe Stadium  | Partidos en el Arthur Ashe Stadium  |
| Evento                                    | Ganador                             | Perdedor                            | Marcador                            |
| ----------------------------------------- | ----------------------------------- | ----------------------------------- | ----------------------------------- |
| Individual femenino - 2.ª ronda           | Johanna Larsson                     | Sloane Stephens [21]                | 5–7, 6–4, 6–2                       |
| Individual masculino - 1.ª ronda          | Tomáš Berdych [6]                   | Lleyton Hewitt                      | 6–3, 6–4, 6–3                       |
| Individual femenino - 2.ª ronda           | María Sharápova [5]                 | Alexandra Dulgheru                  | 4-6, 6-3, 6-2                       |
| Individual masculino - 2.ª ronda          | Venus Williams [19]                 | Timea Bacsinszky                    | 6-1, 6-4                            |
| Individual femenino - 2.ª ronda           | Stan Wawrinka [3]                   | Thomaz Bellucci                     | 6-3, 6-4, 3-6, 7-6(7-1)             |
| Partidos en el Louis Armstrong Stadium    |                                     |                                     |                                     |
| Evento                                    | Ganador                             | Perdedor                            | Marcador                            |
| Individual femenino - 2.ª ronda           | Peng Shuai                          | Agnieszka Radwańska [4]             | 6–3, 6–4                            |
| Individual masculino - 1.ª ronda          | Marin Čilić [14]                    | Marcos Baghdatis                    | 6–3, 3–1 ret.                       |
| Individual masculino - 2.ª ronda          | Simona Halep [2]                    | Jana Čepelová                       | 6–2, 6–1                            |
| Individual femenino - 1.ª ronda           | Grigor Dimitrov [7]                 | Ryan Harrison [WC]                  | 6-2, 7-6(7-4), 6-2                  |
| Partidos en Grandstand                    |                                     |                                     |                                     |
| Evento                                    | Ganador                             | Perdedor                            | Marcador                            |
| Individual masculino - 1.ª ronda          | Feliciano López [19]                | Ivan Dodig                          | 1–6, 7–5, 2–6, 6–4, 1–1 ret.        |
| Individual femenino - 2.ª ronda           | Jelena Janković [9]                 | Tsvetana Pironkova                  | 7-5, 6-4                            |
| Individual femenino - 2.ª ronda           | Caroline Wozniacki [10]             | Aliaksandra Sasnovich [Q]           | 6-3, 6-4                            |
| Individual masculino - 1.ª ronda          | Ernests Gulbis [11]                 | Kenny de Schepper                   | 6-1, 6-4, 6-2                       |
| En azul se indican los partidos nocturnos |                                     |                                     |                                     |

### Día 4 (28 de agosto)
- Cabezas de serie eliminados:
  - Individual masculino:  Guillermo García-López [28]
  - Individual femenino:  Ana Ivanovic [8],  Anastasiya Pavliuchenkova [23],  Samantha Stosur [24],  Madison Keys [27]
  - Dobles masculino:  Jamie Murray /  John Peers [15]
  - Dobles femenino:  Tímea Babos /  Kristina Mladenovic [7]
  - Dobles mixto:  Julia Görges /  Nenad Zimonjić [7]
- Orden de juego

| Partidos en las canchas principales       | Partidos en las canchas principales | Partidos en las canchas principales | Partidos en las canchas principales |  |
| Partidos en el Arthur Ashe Stadium        | Partidos en el Arthur Ashe Stadium  | Partidos en el Arthur Ashe Stadium  | Partidos en el Arthur Ashe Stadium  |  |
| Evento                                    | Ganador                             | Perdedor                            | Marcador                            |  |
| ----------------------------------------- | ----------------------------------- | ----------------------------------- | ----------------------------------- |  |
| Individual femenino - 2.ª ronda           | Victoria Azarenka [15]              | Christina McHale                    | 6–3, 6–2                            |  |
| Individual femenino - 2.ª ronda           | Serena Williams [1]                 | Vania King                          | 6–1, 6–0                            |  |
| Individual masculino - 2.ª ronda          | Novak Djokovic [1]                  | Paul-Henri Mathieu                  | 6–1, 6–3, 6–0                       |  |
| Individual masculino - 2.ª ronda          | Andy Murray [8]                     | Matthias Bachinger [Q]              | 6–3, 6–3, 6–4                       |  |
| Individual femenino - 2.ª ronda           | Eugenie Bouchard [7]                | Sorana Cîrstea                      | 6–2, 6–7(4–7), 6–4                  |  |
| Partidos en el Louis Armstrong Stadium    |                                     |                                     |                                     |  |
| Evento                                    | Ganador                             | Perdedor                            | Marcador                            |  |
| Individual femenino - 2.ª ronda           | Karolína Plíšková                   | Ana Ivanovic [8]                    | 7–5, 6–4                            |  |
| Individual masculino - 2.ª ronda          | John Isner [13]                     | Jan-Lennard Struff                  | 7–6(7–5), 6–4, 6–2                  |  |
| Individual femenino - 2.ª ronda           | Aleksandra Krunić [Q]               | Madison Keys [27]                   | 7–6(7–4), 2–6, 7–5                  |  |
| Individual masculino - 2.ª ronda          | Milos Raonic [5]                    | Peter Gojowczyk [Q]                 | 7–6(7-4), 5-7, 6-4, 7–6(7-3)        |  |
| Partidos en Grandstand                    |                                     |                                     |                                     |  |
| Evento                                    | Ganador                             | Perdedor                            | Marcador                            |  |
| Individual masculino - 2.ª ronda          | Kei Nishikori [10]                  | Pablo Andújar                       | 6–4, 6–1, ret.                      |  |
| Individual masculino - 2.ª ronda          | Jo-Wilfried Tsonga [9]              | Aleksandr Nedovyesov                | 6–3, 6–4, 6–4                       |  |
| Individual femenino - 2.ª ronda           | Petra Kvitová [3]                   | Petra Cetkovská                     | 6–4, 6–2                            |  |
| Individual femenino - 1.ª ronda           | Serena Williams Venus Williams      | Tímea Babos Kristina Mladenovic [7] | 7-6(7–0), 6-7(4–7), 6-1             |  |
| En azul se indican los partidos nocturnos |                                     |                                     |                                     |  |

### Día 5 (29 de agosto)
- Cabezas de serie eliminados:
  - Individual masculino:
  - Individual femenino:  Simona Halep [2],  Angelique Kerber [6],  Andrea Petković [18],  Venus Williams [19],  Alizé Cornet [22],  Sabine Lisicki [26],  Roberta Vinci [28]
  - Dobles masculino:  Juan Sebastián Cabal /  Robert Farah [16]
  - Dobles femenino:  Chan Hao-ching /  Chan Yung-jan [14]
  - Dobles mixto:  Lucie Hradecká /  Horia Tecău [5],  Raquel Kops-Jones /  Juan Sebastián Cabal [8]
- Orden de juego

| Partidos en las canchas principales       | Partidos en las canchas principales | Partidos en las canchas principales | Partidos en las canchas principales |
| Partidos en el Arthur Ashe Stadium        | Partidos en el Arthur Ashe Stadium  | Partidos en el Arthur Ashe Stadium  | Partidos en el Arthur Ashe Stadium  |
| Evento                                    | Ganador                             | Perdedor                            | Marcador                            |
| ----------------------------------------- | ----------------------------------- | ----------------------------------- | ----------------------------------- |
| Individual femenino - 3.ª ronda           | Jelena Janković [9]                 | Johanna Larsson                     | 6–1, 6–0                            |
| Individual femenino - 3.ª ronda           | Sara Errani [13]                    | Venus Williams [19]                 | 6-0, 0-6, 7-6(7-5)                  |
| Individual masculino - 2.ª ronda          | David Ferrer [4]                    | Bernard Tomic                       | walkover                            |
| Individual masculino - 2.ª ronda          | Tomáš Berdych [6]                   | Martin Kližan                       | 6–3, 4–6, 6–2, 3–6, 6–3             |
| Individual masculino - 2.ª ronda          | Roger Federer [2]                   | Sam Groth                           | 6–4, 6–4, 6–4                       |
| Individual femenino - 3.ª ronda           | María Sharápova [5]                 | Sabine Lisicki [26]                 | 6–2, 6–4                            |
| Partidos en el Louis Armstrong Stadium    |                                     |                                     |                                     |
| Evento                                    | Ganador                             | Perdedor                            | Marcador                            |
| Individual femenino - 3.ª ronda           | Peng Shuai                          | Roberta Vinci [28]                  | 6–4, 6–3                            |
| Individual masculino - 2.ª ronda          | Grigor Dimitrov [7]                 | Dudi Sela                           | 6–1, 6–2, 6–2                       |
| Individual femenino - 3.ª ronda           | Lucie Šafářová [14]                 | Alizé Cornet [22]                   | 6–3, 6–7(3–7), 6–4                  |
| Dobles femenino - 2.ª ronda               | Serena Williams Venus Williams      | Oksana Kalashnikova Olga Savchuk    | 6–2, 6–1                            |
| Partidos en Grandstand                    |                                     |                                     |                                     |
| Evento                                    | Ganador                             | Perdedor                            | Marcador                            |
| Individual masculino - 2.ª ronda          | Gaël Monfils [20]                   | Alejandro González                  | 7–5, 6–3, 6–2                       |
| Individual femenino - 3.ª ronda           | Mirjana Lučić-Baroni [Q]            | Simona Halep [2]                    | 7–6(8–6), 6–2                       |
| Individual femenino -3.ª ronda            | Caroline Wozniacki [10]             | Andrea Petkovic [18]                | 6–3, 6–2                            |
| En azul se indican los partidos nocturnos |                                     |                                     |                                     |

### Día 6 (30 de agosto)
- Cabezas de serie eliminados:
  - Individual masculino:  John Isner [13],  Leonardo Mayer [23]
  - Individual femenino:  Petra Kvitová [3],  Carla Suárez Navarro [15],  Barbora Záhlavová-Strýcová [30]
  - Dobles masculino:
  - Dobles femenino: Sara Errani /  Roberta Vinci [1],  Anabel Medina Garrigues /  Yaroslava Shvedova [13],  Anastasiya Pavliuchenkova /  Lucie Safarova [15]
  - Dobles mixto:
- Orden de juego

| Partidos en las canchas principales       | Partidos en las canchas principales | Partidos en las canchas principales | Partidos en las canchas principales |
| Partidos en el Arthur Ashe Stadium        | Partidos en el Arthur Ashe Stadium  | Partidos en el Arthur Ashe Stadium  | Partidos en el Arthur Ashe Stadium  |
| Evento                                    | Ganador                             | Perdedor                            | Marcador                            |
| ----------------------------------------- | ----------------------------------- | ----------------------------------- | ----------------------------------- |
| Individual femenino - 3.ª ronda           | Flavia Pennetta [11]                | Nicole Gibbs [WC]                   | 6–4, 6–0                            |
| Individual masculino - 3.ª ronda          | Novak Djokovic [1]                  | Sam Querrey                         | 6-3, 6-2, 6-2                       |
| Individual femenino - 3.ª ronda           | Serena Williams [1]                 | Varvara Lepchenko                   | 6-3, 6-3                            |
| Individual femenino - 3.ª ronda           | Eugenie Bouchard [7]                | Barbora Záhlavová-Strýcová [30]     | 6–2, 6–7(2–7), 6–4                  |
| Individual masculino - 2.ª ronda          | Tommy Robredo [16]                  | Nick Kyrgios                        | 3–6, 6-3, 7–6(7–4), 6-3             |
| Partidos en el Louis Armstrong Stadium    |                                     |                                     |                                     |
| Evento                                    | Ganador                             | Perdedor                            | Marcador                            |
| Individual femenino - 3.ª ronda           | Aleksandra Krunić [Q]               | Petra Kvitová [3]                   | 6–4, 6–4                            |
| Individual masculino - 3.ª ronda          | Andy Murray [8]                     | Andrey Kuznetsov                    | 6-1, 7-5, 4-6, 6-2                  |
| Individual masculino - 3.ª ronda          | Philipp Kohlschreiber [22]          | John Isner [13]                     | 7-6(7-4), 4-6, 7-6(7-2), 7-6(7-4)   |
| Individual masculino - 3.ª ronda          | Stan Wawrinka [3]                   | Blaz Kavcic                         | walkower                            |
| Partidos en Grandstand                    |                                     |                                     |                                     |
| Evento                                    | Ganador                             | Perdedor                            | Marcador                            |
| Individual masculino - 3.ª ronda          | Milos Raonic [5]                    | Victor Estrella                     | 7–6(7–5), 7–6(7–5), 7–6(7–3)        |
| Individual femenino - 3.ª ronda           | Victoria Azarenka [16]              | Yelena Vesniná                      | 6-1, 6-1                            |
| Individual masculino - 3.ª ronda          | Jo-Wilfried Tsonga [9]              | Pablo Carreño Busta                 | 6-4, 6-4, 6-4                       |
| Dobles masculino -3.ª ronda               | Bob Bryan / Mike Bryan [1]          | Jared Donaldson / Michael Russell   | 6-1, 6-2                            |
| En azul se indican los partidos nocturnos |                                     |                                     |                                     |

### Día 7 (31 de agosto)
- Cabezas de serie eliminados:
  - Individual masculino:  David Ferrer [4],  Richard Gasquet [12],  Kevin Anderson [18],  Feliciano López [19]
  - Individual femenino:  María Sharápova [5],  Jelena Janković [9],  Lucie Šafářová [14]
  - Dobles masculino:  Daniel Nestor /  Nenad Zimonjić [3],  Michaël Llodra /  Nicolas Mahut [10]
  - Dobles femenino:  Lucie Hradecká /  Michaëlla Krajicek [11],  Garbiñe Muguruza /  Carla Suárez Navarro [12]
  - Dobles mixto:  Andrea Hlaváčková /  Alexander Peya [2]
- Orden de juego

| Partidos en las canchas principales       | Partidos en las canchas principales | Partidos en las canchas principales        | Partidos en las canchas principales |
| Partidos en el Arthur Ashe Stadium        | Partidos en el Arthur Ashe Stadium  | Partidos en el Arthur Ashe Stadium         | Partidos en el Arthur Ashe Stadium  |
| Evento                                    | Ganador                             | Perdedor                                   | Marcador                            |
| ----------------------------------------- | ----------------------------------- | ------------------------------------------ | ----------------------------------- |
| Individual femenino - 4.ª ronda           | Sara Errani [13]                    | Mirjana Lučić-Baroni [Q]                   | 6-3, 2-6, 6-0                       |
| Individual femenino - 4.ª ronda           | Caroline Wozniacki [10]             | María Sharápova [5]                        | 6-4, 2-6, 6-2                       |
| Individual masculino - 3.ª ronda          | Roger Federer [2]                   | Marcel Granollers                          | 4–6, 6–1, 6–1, 6–1                  |
| Individual femenino - 4.ª ronda           | Belinda Bencic                      | Jelena Janković [9]                        | 7–6(8–6), 6–3                       |
| Partidos en el Louis Armstrong Stadium    |                                     |                                            |                                     |
| Evento                                    | Ganador                             | Perdedor                                   | Marcador                            |
| Individual masculino - 3.ª ronda          | Gilles Simon [23]                   | David Ferrer [4]                           | 6-3, 3-6, 6-1, 6-3                  |
| Dobles femenino - 3.ª ronda               | Serena Williams Venus Williams      | Garbiñe Muguruza Carla Suárez Navarro [12] | 6-1, 6-0                            |
| Individual masculino - 3.ª ronda          | Tomáš Berdych [6]                   | Teimuraz Gabashvili                        | 6–3, 6–2, 6–4                       |
| Individual masculino - 3.ª ronda          | Gaël Monfils [20]                   | Richard Gasquet [12]                       | 6–4, 6–2, 6–2                       |
| Partidos en Grandstand                    |                                     |                                            |                                     |
| Evento                                    | Ganador                             | Perdedor                                   | Marcador                            |
| Dobles mixto -3.ª ronda                   | Taylor Townsend Donald Young        | Andrea Hlaváčková Alexander Peya [2]       | 6-3, 6-3                            |
| Individual masculino - 3.ª ronda          | Marin Čilić [14]                    | Kevin Anderson [18]                        | 6-3, 3-6, 6-3, 6-4                  |
| Individual masculino - 3.ª ronda          | Dominic Thiem                       | Feliciano López [19]                       | 6–4, 6–2, 6–3                       |
| Individual masculino - 3.ª ronda          | Grigor Dimitrov [7]                 | David Goffin                               | 0-6, 6-3, 6-4, 6-1                  |
| En azul se indican los partidos nocturnos |                                     |                                            |                                     |

### Día 8 (1 de septiembre)
- Cabezas de serie eliminados:
  - Individual masculino:  Milos Raonic [5],  Jo-Wilfried Tsonga [9],  Tommy Robredo [16],  Philipp Kohlschreiber [22]
  - Individual femenino:  Eugenie Bouchard [7],  Casey Dellacqua [29]
  - Dobles masculino:  Leander Paes /  Radek Štěpánek [6],  Vasek Pospisil /  Jack Sock [8],  Jean-Julien Rojer /  Horia Tecău [9]
  - Dobles femenino:  Hsieh Su-wei /  Peng Shuai [2],  Alla Kudryavtseva /  Anastasia Rodionova [9]
  - Dobles mixto:  Cara Black /  Leander Paes [3],  Katarina Srebotnik /  Rohan Bopanna [6]
- Orden de juego

| Partidos en las canchas principales       | Partidos en las canchas principales | Partidos en las canchas principales | Partidos en las canchas principales |
| Partidos en el Arthur Ashe Stadium        | Partidos en el Arthur Ashe Stadium  | Partidos en el Arthur Ashe Stadium  | Partidos en el Arthur Ashe Stadium  |
| Evento                                    | Ganador                             | Perdedor                            | Marcador                            |
| ----------------------------------------- | ----------------------------------- | ----------------------------------- | ----------------------------------- |
| Individual femenino - 4.ª ronda           | Flavia Pennetta [11]                | Casey Dellacqua [29]                | 7-5, 6-2                            |
| Individual femenino - 4.ª ronda           | Serena Williams [1]                 | Kaia Kanepi                         | 6-3, 6-3                            |
| Individual masculino - 4.ª ronda          | Andy Murray [8]                     | Jo-Wilfried Tsonga [9]              | 7-5, 7-5, 6-4                       |
| Individual femenino - 4.ª ronda           | Victoria Azarenka [16]              | Aleksandra Krunić [Q]               | 4-6, 6-4, 6-4                       |
| Individual masculino - 4.ª ronda          | Kei Nishikori [10]                  | Milos Raonic [5]                    | 4-6, 7-6(7-4), 6-7(6-8), 7-5, 6-4   |
| Partidos en el Louis Armstrong Stadium    |                                     |                                     |                                     |
| Evento                                    | Ganador                             | Perdedor                            | Marcador                            |
| Dobles femenino - 3.ª ronda               | Bob Bryan Mike Bryan [1]            | Bradley Klahn Tim Smyczek [WC]      | 6-3, 7-6(7-5)                       |
| Individual masculino - 4.ª ronda          | Novak Djokovic [1]                  | Philipp Kohlschreiber [22]          | 6–1, 7–5, 6–4                       |
| Individual femenino - 4.ª ronda           | Yekaterina Makárova [17]            | Eugenie Bouchard [7]                | 7-6(7-2), 6-4                       |
| Individual masculino - 4.ª ronda          | Stan Wawrinka [3]                   | Tommy Robredo [16]                  | 7-5, 4-6, 7-6(9-7), 6-2             |
| Partidos en Grandstand                    |                                     |                                     |                                     |
| Evento                                    | Ganador                             | Perdedor                            | Marcador                            |
| Dobles masculino - 3.ª ronda              | Carlos Berlocq Leonardo Mayer       | Vasek Pospisil Jack Sock [8]        | 6–2, 6–2                            |
| Dobles masculino - 3.ª ronda              | Marcel Granollers Marc López [11]   | Leander Paes Radek Štěpánek [6]     | 6-2, 4-6, 6-1                       |
| Dobles femenino - 3.ª ronda               | Martina Hingis Flavia Pennetta      | Jarmila Gajdošová Ajla Tomljanović  | 6-1, 6-4                            |
| Dobles mixto - Cuartos de final           | Abigail Spears Santiago González    | Cara Black Leander Paes [3]         | 6-4, 4-6, 10-8                      |
| En azul se indican los partidos nocturnos |                                     |                                     |                                     |

### Día 9 (2 de septiembre)
- Cabezas de serie eliminados:
  - Individual masculino:  Grigor Dimitrov [7],  Roberto Bautista Agut [17],  Gilles Simon [26]
  - Individual femenino:  Sara Errani [13]
  - Dobles masculino:  David Marrero /  Fernando Verdasco [7],  Eric Butorac /  Raven Klaasen [12]
  - Dobles femenino:  Květa Peschke /  Katarina Srebotnik [5]
  - Dobles mixto:
- Orden de juego

| Partidos en las canchas principales       | Partidos en las canchas principales    | Partidos en las canchas principales  | Partidos en las canchas principales |
| Partidos en el Arthur Ashe Stadium        | Partidos en el Arthur Ashe Stadium     | Partidos en el Arthur Ashe Stadium   | Partidos en el Arthur Ashe Stadium  |
| Evento                                    | Ganador                                | Perdedor                             | Marcador                            |
| ----------------------------------------- | -------------------------------------- | ------------------------------------ | ----------------------------------- |
| Dobles masculino - Cuartos de final       | Scott Lipsky Rajeev Ram                | Eric Butorac Raven Klaasen [12]      | 6–3, 7–6(7–4)                       |
| Individual femenino - Cuartos de final    | Peng Shuai                             | Belinda Bencic                       | 6-2, 6-1                            |
| Individual masculino - 4.ª ronda          | Gaël Monfils [20]                      | Grigor Dimitrov [7]                  | 7–5, 7–6(8–6), 7-5                  |
| Individual masculino - 4.ª ronda          | Roger Federer [2]                      | Roberto Bautista Agut [17]           | 6-4, 6-3, 6-2                       |
| Individual femenino - Cuartos de final    | Caroline Wozniacki [10]                | Sara Errani [13]                     | 6-0, 6-1                            |
| Partidos en el Louis Armstrong Stadium    |                                        |                                      |                                     |
| Evento                                    | Ganador                                | Perdedor                             | Marcador                            |
| Dobles femenino - Cuartos de final        | Yekaterina Makárova Yelena Vesniná [4] | Serena Williams Venus Williams       | 7-6(7-5), 6-4                       |
| Individual masculino - 4.ª ronda          | Marin Čilić [14]                       | Gilles Simon [26]                    | 5-7, 7-6(7-3), 6-4, 3-6, 6-3        |
| Individual masculino - 4.ª ronda          | Tomáš Berdych [6]                      | Dominic Thiem                        | 6-1, 6-2, 6-4                       |
| Partidos en Grandstand                    |                                        |                                      |                                     |
| Evento                                    | Ganador                                | Perdedor                             | Marcador                            |
| Dobles femenino - Cuartos de final        | Martina Hingis Flavia Pennetta         | Květa Peschke Katarina Srebotnik [5] | 6-4, 6-3                            |
| Dobles femenino - Cuartos de final        | Cara Black Sania Mirza [3]             | Zarina Diyas Xu Yifan                | 6–1, 1–0 ret.                       |
| Dobles masculino - Cuartos de final       | Bob Bryan Mike Bryan [1]               | David Marrero Fernando Verdasco [7]  | 6-2, 4-6, 6-4                       |
| En azul se indican los partidos nocturnos |                                        |                                      |                                     |

### Día 10 (3 de septiembre)
- Cabezas de serie eliminados:
  - Individual masculino:  Stan Wawrinka [3]
  - Individual femenino:  Flavia Pennetta [11],  Victoria Azarenka [16]
  - Dobles masculino:  Alexander Peya /  Bruno Soares [2]
  - Dobles femenino:  Andrea Hlaváčková /  Zheng Jie [8]
  - Dobles mixto:
- Orden de juego

| Partidos en las canchas principales       | Partidos en las canchas principales          | Partidos en las canchas principales | Partidos en las canchas principales |
| Partidos en el Arthur Ashe Stadium        | Partidos en el Arthur Ashe Stadium           | Partidos en el Arthur Ashe Stadium  | Partidos en el Arthur Ashe Stadium  |
| Evento                                    | Ganador                                      | Perdedor                            | Marcador                            |
| ----------------------------------------- | -------------------------------------------- | ----------------------------------- | ----------------------------------- |
| Dobles mixto - Semifinales                | Abigail Spears Santiago González             | Taylor Townsend Donald Young [WC]   | 6-3, 6-4                            |
| Individual femenino - Cuartos de final    | Yekaterina Makárova [17]                     | Victoria Azarenka [16]              | 6-4, 6-2                            |
| Individual masculino - Cuartos de final   | Kei Nishikori [10]                           | Stan Wawrinka [3]                   | 3-6, 7-5, 7-6(9-7), 6-7(5-7), 6-4   |
| Individual femenino - Cuartos de final    | Serena Williams [1]                          | Flavia Pennetta [11]                | 6-3, 6-2                            |
| Individual masculino - Cuartos de final   | Novak Djokovic [1]                           | Andy Murray [8]                     | 7-6(7-1), 6-7(1-7), 6-2, 6-4        |
| Partidos en el Louis Armstrong Stadium    |                                              |                                     |                                     |
| Evento                                    | Ganador                                      | Perdedor                            | Marcador                            |
| Dobles masculino - Cuartos de final       | Marcel Granollers Marc López [11]            | Alexander Peya Bruno Soares [2]     | 7-6(7-3), 6-4                       |
| Dobles femenino - Cuartos de final        | Kimiko Date-Krumm Barbora Záhlavová-Strýcová | Andrea Hlaváčková Zheng Jie [8]     | 6-3, 4-6, 6-3                       |
| Dobles masculino - Cuartos de final       | Ivan Dodig Marcelo Melo [4]                  | Carlos Berlocq Leonardo Mayer       | 3-6, 6-4, 6-2                       |
| Dobles mixto - Semifinales                | Sania Mirza Bruno Soares [1]                 | Chan Yung-jan Ross Hutchins         | 7-5, 4-6, [10-7]                    |
| En azul se indican los partidos nocturnos |                                              |                                     |                                     |

### Día 11 (4 de septiembre)
- Cabezas de serie eliminados:
  - Individual masculino:  Tomáš Berdych [6],  Gaël Monfils [20]
  - Dobles masculino:  Ivan Dodig /  Marcelo Melo [4]
  - Dobles femenino:  Cara Black /  Sania Mirza [3]
- Orden de juego

| Partidos en las canchas principales       | Partidos en las canchas principales    | Partidos en las canchas principales          | Partidos en las canchas principales |
| Partidos en el Arthur Ashe Stadium        | Partidos en el Arthur Ashe Stadium     | Partidos en el Arthur Ashe Stadium           | Partidos en el Arthur Ashe Stadium  |
| Evento                                    | Ganador                                | Perdedor                                     | Marcador                            |
| ----------------------------------------- | -------------------------------------- | -------------------------------------------- | ----------------------------------- |
| Dobles masculino - Semifinales            | Bob Bryan Mike Bryan [1]               | Scott Lipsky Rajeev Ram                      | 6-4, 4-6, 6-3                       |
| Individual masculino - Cuartos de final   | Marin Čilić [14]                       | Tomáš Berdych [6]                            | 6-2, 6-4, 7-6(7-4)                  |
| Individual masculino - Cuartos de final   | Roger Federer [2]                      | Gaël Monfils [20]                            | 4–6, 3–6, 6–4, 7–5, 6–2             |
| Partidos en el Louis Armstrong Stadium    |                                        |                                              |                                     |
| Evento                                    | Ganador                                | Perdedor                                     | Marcador                            |
| Dobles femenino - Semifinales             | Yekaterina Makárova Yelena Vesniná [4] | Kimiko Date-Krumm Barbora Záhlavová-Strýcová | 7-5, 6-3                            |
| Dobles masculino - Semifinales            | Marcel Granollers Marc López [11]      | Ivan Dodig Marcelo Melo [4]                  | 6-4, 6-4                            |
| Dobles femenino - Semifinales             | Martina Hingis Flavia Pennetta         | Cara Black Sania Mirza [3]                   | 6-2, 6-4                            |
| En azul se indican los partidos nocturnos |                                        |                                              |                                     |

### Día 12 (5 de septiembre)
- Cabezas de serie eliminados:
  - Individual femenino:  Yekaterina Makárova [17]
  - Dobles mixto:
- Orden de juego

| Partidos en las canchas principales       | Partidos en las canchas principales | Partidos en las canchas principales | Partidos en las canchas principales |
| Partidos en el Arthur Ashe Stadium        | Partidos en el Arthur Ashe Stadium  | Partidos en el Arthur Ashe Stadium  | Partidos en el Arthur Ashe Stadium  |
| Evento                                    | Ganador                             | Perdedor                            | Marcador                            |
| ----------------------------------------- | ----------------------------------- | ----------------------------------- | ----------------------------------- |
| Dobles mixto - Final                      | Sania Mirza Bruno Soares [1]        | Abigail Spears Santiago González    | 6-1, 2-6, [11-9]                    |
| Individual femenino - Semifinales         | Caroline Wozniacki [10]             | Peng Shuai                          | -6(7-1), 4-3 ret.                   |
| Individual femenino - Semifinales         | Serena Williams [1]                 | Yekaterina Makárova [17]            | 6-1, 6-3                            |
| En azul se indican los partidos nocturnos |                                     |                                     |                                     |

### Día 13 (6 de septiembre)
- Cabezas de serie eliminados:
  - Individual masculino:  Novak Djokovic [1],  Roger Federer [2]
  - Dobles femenino:
- Orden de juego

| Partidos en las canchas principales       | Partidos en las canchas principales    | Partidos en las canchas principales | Partidos en las canchas principales |
| Partidos en el Arthur Ashe Stadium        | Partidos en el Arthur Ashe Stadium     | Partidos en el Arthur Ashe Stadium  | Partidos en el Arthur Ashe Stadium  |
| Evento                                    | Ganador                                | Perdedor                            | Marcador                            |
| ----------------------------------------- | -------------------------------------- | ----------------------------------- | ----------------------------------- |
| Individual masculino - Semifinales        | Kei Nishikori [10]                     | Novak Djokovic [1]                  | 6-4, 1-6, 7-6(7-4), 6-3             |
| Individual masculino - Semifinales        | Marin Čilić [14]                       | Roger Federer [2]                   | 6-3, 6-4, 6-4                       |
| Dobles femenino - Final                   | Yekaterina Makárova Yelena Vesniná [4] | Martina Hingis Flavia Pennetta      | 2–6, 6–3, 6–2                       |
| En azul se indican los partidos nocturnos |                                        |                                     |                                     |

### Día 14 (7 de septiembre)
- Cabezas de serie eliminados:
  - Individual femenino:  Caroline Wozniacki [10]
  - Dobles masculino:  Marcel Granollers /  Marc López [11]
- Orden de juego

| Partidos en las canchas principales       | Partidos en las canchas principales | Partidos en las canchas principales | Partidos en las canchas principales |
| Partidos en el Arthur Ashe Stadium        | Partidos en el Arthur Ashe Stadium  | Partidos en el Arthur Ashe Stadium  | Partidos en el Arthur Ashe Stadium  |
| Evento                                    | Ganador                             | Perdedor                            | Marcador                            |
| ----------------------------------------- | ----------------------------------- | ----------------------------------- | ----------------------------------- |
| Dobles masculino - Final                  | Bob Bryan Mike Bryan [1]            | Marcel Granollers Marc López [11]   | 6-3, 6-4                            |
| Individual femenino - Final               | Serena Williams [1]                 | Caroline Wozniacki [10]             | 6-3, 6-3                            |
| En azul se indican los partidos nocturnos |                                     |                                     |                                     |

### Día 15 (8 de septiembre)
- Cabezas de serie eliminados:
  - Individual masculino:
- Orden de juego

| Partidos en las canchas principales       | Partidos en las canchas principales    | Partidos en las canchas principales    | Partidos en las canchas principales |
| Partidos en el Arthur Ashe Stadium        | Partidos en el Arthur Ashe Stadium     | Partidos en el Arthur Ashe Stadium     | Partidos en el Arthur Ashe Stadium  |
| Evento                                    | Ganador                                | Perdedor                               | Marcador                            |
| ----------------------------------------- | -------------------------------------- | -------------------------------------- | ----------------------------------- |
| Individual masculino - Final              | Marin Čilić [14] vs Kei Nishikori [10] | Marin Čilić [14] vs Kei Nishikori [10] | 6-3, 6-3, 6-3                       |
| En azul se indican los partidos nocturnos |                                        |                                        |                                     |

## Cabezas de serie
La clasificación está realizada con base en las posiciones y puntajes mantenidos por los jugadores a fecha del 25 de agosto del 2014.

### Cuadro individual masculino
| Cabeza de serie | Ranking | Jugador                | Puntos | Puntos que defender | Puntos ganados | Nuevos puntos | Ronda hasta la que avanzó en el torneo                |
| --------------- | ------- | ---------------------- | ------ | ------------------- | -------------- | ------------- | ----------------------------------------------------- |
| 1               | 1       | Novak Djokovic         | 12,770 | 1,200               | 720            | 12,290        | Semifinales, perdió con Kei Nishikori [10]            |
| 2               | 3       | Roger Federer          | 7,490  | 180                 | 720            | 8,030         | Semifinales, perdió con Marin Čilić [14]              |
| 3               | 4       | Stanislas Wawrinka     | 5,985  | 720                 | 360            | 5,625         | Cuartos de final, perdió ante Nishikori Kei [10]      |
| 4               | 5       | David Ferrer           | 4,765  | 360                 | 90             | 4,495         | Tercera ronda, perdió ante Gilles Simon [26]          |
| 5               | 6       | Milos Raonic           | 4,225  | 180                 | 180            | 4,225         | Cuarta ronda, perdió ante Kei Nishikori [10]          |
| 6               | 7       | Tomáš Berdych          | 4,060  | 180                 | 360            | 4,240         | Cuartos de final, perdió ante Marin Čilić [14]        |
| 7               | 8       | Grigor Dimitrov        | 3,540  | 10                  | 180            | 3,710         | Cuarta ronda, perdió ante Gaël Monfils [20]           |
| 8               | 9       | Andy Murray            | 3,150  | 360                 | 360            | 3,150         | Cuartos de final, perdió ante Novak Djokovic [1]      |
| 9               | 10      | Jo-Wilfried Tsonga     | 2,920  | 0                   | 180            | 3,100         | Cuarta ronda, perdió ante Andy Murray [8]             |
| 10              | 11      | Kei Nishikori          | 2,680  | 10                  | 1200           | 3,870         | Final derrotado por Marin Čilić [14]                  |
| 11              | 12      | Ernests Gulbis         | 2,580  | 10                  | 45             | 2,580         | Segunda ronda, perdió ante Dominic Thiem              |
| 12              | 14      | Richard Gasquet        | 2,360  | 720                 | 90             | 1,730         | Tercera ronda, perdió ante Gaël Monfils[20]           |
| 13              | 15      | John Isner             | 1,925  | 90                  | 90             | 1,925         | Tercera ronda, perdió ante Philipp Kohlschreiber [22] |
| 14              | 16      | Marin Čilić            | 1,845  | 0                   | 2000           | 3,845         | Campeón derrotó a Kei Nishikori [10]                  |
| 15              | 17      | Fabio Fognini          | 1,835  | 10                  | 45             | 1,870         | Segunda ronda, perdió ante Adrian Mannarino           |
| 16              | 18      | Tommy Robredo          | 1,825  | 360                 | 180            | 1,645         | Cuarta ronda, perdió ante Stan Wawrinka [3]           |
| 17              | 19      | Roberto Bautista       | 1,800  | 45                  | 180            | 1,935         | Cuarta ronda, perdió ante Roger Federer[2]            |
| 18              | 20      | Kevin Anderson         | 1,795  | 45                  | 90             | 1,840         | Tercera ronda vs. Marin Čilić [14]                    |
| 19              | 21      | Feliciano López        | 1,770  | 90                  | 90             | 1,770         | Tercera ronda, perdió ante Dominic Thiem              |
| 20              | 22      | Gaël Monfils           | 1,530  | 45                  | 360            | 1,845         | Cuartos de final, perdió ante Roger Federer [2]       |
| 21              | 24      | Mijaíl Yuzhny          | 1,540  | 360                 | 10             | 1,190         | Primera ronda, perdió ante Nick Kyrgios               |
| 22              | 25      | Philipp Kohlschreiber  | 1,505  | 180                 | 180            | 1,505         | Cuarta ronda, perdió ante Novak Đoković[1]            |
| 23              | 26      | Leonardo Mayer         | 1,354  | 45                  | 90             | 1,444         | Tercera ronda, perdió ante Kei Nishikori [10]         |
| 24              | 28      | Julien Benneteau       | 1,285  | 90                  | 10             | 1,205         | Primera ronda, perdió ante Benoît Paire               |
| 25              | 30      | Ivo Karlović           | 1,230  | 70                  | 45             | 1,205         | Segunda ronda, perdió ante Marcel Granollers          |
| 26              | 31      | Gilles Simon           | 1,180  | 0                   | 180            | 1,360         | Cuarta ronda, perdió ante Marin Čilić [14]            |
| 27              | 32      | Santiago Giraldo       | 1,180  | 10                  | 10             | 1,180         | Primera ronda, perdió ante Teimuraz Gabashvili        |
| 28              | 33      | Guillermo García-López | 1,168  | 10                  | 45             | 1,203         | Segunda ronda, perdió ante Sam Querrey                |
| 29              | 27      | Lukáš Rosol            | 1,290  | 10                  | 10             | 1,290         | Primera ronda, perdió ante Borna Ćorić [Q]            |
| 30              | 36      | Jérémy Chardy          | 1,105  | 45                  | 45             | 1,105         | Segunda ronda, perdió ante Blaz Kavcic                |
| 31              | 37      | Fernando Verdasco      | 1,100  | 10                  | 45             | 1,135         | Segunda ronda, perdió ante Andrey Kuznetsov           |
| 32              | 38      | João Sousa             | 1,077  | 90                  | 45             | 1,032         | Segunda ronda, perdió ante David Goffin               |

#### Bajas masculinas notables
| Ra. | Jugador               | Puntos | Puntos que defender | Puntos ganados | Nuevos puntos | Motivo               |
| --- | --------------------- | ------ | ------------------- | -------------- | ------------- | -------------------- |
| 2   | Rafael Nadal          | 10 670 | 2000                | 0              | 8,670         | Lesión en la muñeca  |
| 13  | Juan Martín del Potro | 2410   | 45                  | 0              | 2,365         | Lesión en la muñeca  |
| 22  | Alexandr Dolgopolov   | 1580   | 45                  | 0              | 1,535         | Lesión en la rodilla |
| 29  | Nicolás Almagro       | 1250   | 10                  | 0              | 1,240         | Lesión en el pie     |
| 35  | Tommy Haas            | 1115   | 90                  | 0              | 1,025         | Lesión en el hombro  |

### Cuadro individual femenino
| Cabeza de serie | Ranking | Jugador                    | Puntos | Puntos que defender | Puntos ganados | Nuevos puntos | Ronda hasta la que avanzó en el torneo                 |
| --------------- | ------- | -------------------------- | ------ | ------------------- | -------------- | ------------- | ------------------------------------------------------ |
| 1               | 1       | Serena Williams            | 9,430  | 2,000               | 2,000          | 9,430         | Campeona venció a Caroline Wozniacki [10]              |
| 2               | 2       | Simona Halep               | 6,310  | 280                 | 130            | 6,160         | Tercera ronda, perdió ante Mirjana Lučić-Baroni [Q]    |
| 3               | 4       | Petra Kvitová              | 5,956  | 160                 | 130            | 5,926         | Tercera ronda, perdió ante Aleksandra Krunić [Q]       |
| 4               | 5       | Agnieszka Radwańska        | 5,590  | 280                 | 70             | 5,380         | Segunda ronda, perdió ante Peng Shuai                  |
| 5               | 6       | María Sharápova            | 5,335  | 0                   | 240            | 5,575         | Cuarta ronda, perdió ante Caroline Wozniacki [10]      |
| 6               | 7       | Angelique Kerber           | 4,550  | 280                 | 130            | 4,400         | Tercera ronda, perdió ante Belinda Bencic              |
| 7               | 8       | Eugénie Bouchard           | 4,405  | 100                 | 240            | 4,545         | Cuarta ronda, perdió ante Yekaterina Makárova [17]     |
| 8               | 9       | Ana Ivanović               | 4,045  | 280                 | 70             | 3,835         | Segunda ronda, perdió ante Karolína Plíšková           |
| 9               | 10      | Jelena Janković            | 3,695  | 280                 | 240            | 3,655         | Cuarta ronda, perdió ante Belinda Bencic               |
| 10              | 11      | Caroline Wozniacki         | 3,165  | 160                 | 1,300          | 4,305         | Final, perdió ante Serena Williams [1]                 |
| 11              | 12      | Flavia Pennetta            | 3,121  | 900                 | 430            | 2,651         | Cuartos de final, perdió ante Serena Williams [1]      |
| 12              | 13      | Dominika Cibulková         | 3,002  | 5                   | 10             | 3,007         | Primera ronda, perdió ante Catherine Bellis [WC]       |
| 13              | 14      | Sara Errani                | 2,885  | 100                 | 430            | 3,215         | Cuartos de final, perdió ante Caroline Wozniacki [10]  |
| 14              | 15      | Lucie Šafářová             | 2,825  | 100                 | 240            | 2,965         | Cuarta ronda, perdió ante Peng Shuai                   |
| 15              | 16      | Carla Suárez Navarro       | 2,790  | 500                 | 130            | 2,420         | Tercera ronda, perdió ante Kaia Kanepi                 |
| 16              | 17      | Victoria Azarenka          | 2,783  | 1400                | 430            | 1,813         | Cuartos de final, perdió ante Yekaterina Makárova [17] |
| 17              | 18      | Yekaterina Makárova        | 2,565  | 500                 | 780            | 2,845         | Semifinales, perdió ante Serena Williams [1]           |
| 18              | 19      | Andrea Petković            | 2,400  | 5                   | 130            | 2,525         | Tercera ronda, perdió ante Caroline Wozniacki [10]     |
| 19              | 20      | Venus Williams             | 2,340  | 100                 | 130            | 2,370         | Tercera ronda, perdió ante Sara Errani [13]            |
| 20              | 22      | Svetlana Kuznetsova        | 2,010  | 160                 | 10             | 1,860         | Primera ronda, perdió ante Marina Erakovic             |
| 21              | 24      | Sloane Stephens            | 1,900  | 280                 | 70             | 1,690         | Segunda ronda, perdió ante Johanna Larsson             |
| 22              | 23      | Alizé Cornet               | 1,930  | 160                 | 130            | 1,900         | Tercera ronda, perdió ante Lucie Šafářová [14]         |
| 23              | 25      | Anastasiya Pavliuchenkova  | 1,865  | 160                 | 70             | 1,775         | Segunda ronda, perdió ante Nicole Gibbs [WC]           |
| 24              | 21      | Samantha Stosur            | 2,045  | 5                   | 70             | 2,110         | Segunda ronda, perdió ante Kaia Kanepi                 |
| 25              | 26      | Garbiñe Muguruza           | 1,793  | 0                   | 10             | 1,803         | Primera ronda, perdió ante Mirjana Lučić-Baroni [Q]    |
| 26              | 27      | Sabine Lisicki             | 1,576  | 160                 | 130            | 1,546         | Tercera ronda, perdió ante María Sharápova [5]         |
| 27              | 28      | Madison Keys               | 1,605  | 5                   | 70             | 1,670         | Segunda ronda, perdió ante Aleksandra Krunić [Q]       |
| 28              | 30      | Roberta Vinci              | 1,492  | 500                 | 130            | 1,122         | Tercera ronda, perdió ante Peng Shuai                  |
| 29              | 32      | Casey Dellacqua            | 1,441  | (60)                | 240            | 1,621         | Cuarta ronda, perdió ante Flavia Pennetta [11]         |
| 30              | 29      | Barbora Záhlavová-Strýcová | 1,501  | (30)                | 130            | 1,371         | Tercera ronda, perdió ante Eugenie Bouchard [7]        |
| 31              | 33      | Kurumi Nara                | 1,412  | (220)               | 70             | 1,262         | Segunda ronda, perdió ante Belinda Bencic              |
| 32              | 34      | Zhang Shuai                | 1,412  | (60)                | 10             | 1,362         | Primera ronda, perdió ante Mona Barthel                |

#### Bajas femeninas notables
| Ra. | Jugador | Puntos | Puntos que defender | Puntos ganados | Nuevos puntos | Motivo               |
| --- | ------- | ------ | ------------------- | -------------- | ------------- | -------------------- |
| 3   | Li Na   | 6170   | 900                 | 0              | 5270          | Lesión en la rodilla |

## Cabeza de serie dobles
| Tenistas             | Tenistas               | Rank1 | Sembra |
| -------------------- | ---------------------- | ----- | ------ |
| Bob Bryan            | Mike Bryan             | 2     | 1      |
| Alexander Peya       | Bruno Soares           | 6     | 2      |
| Daniel Nestor        | Nenad Zimonjić         | 11    | 3      |
| Ivan Dodig           | Marcelo Melo           | 14    | 4      |
| Julien Benneteau     | Édouard Roger-Vasselin | 19    | 5      |
| Leander Paes         | Radek Štěpánek         | 23    | 6      |
| David Marrero        | Fernando Verdasco      | 27    | 7      |
| Vasek Pospisil       | Jack Sock              | 36    | 8      |
| Jean-Julien Rojer    | Horia Tecău            | 39    | 9      |
| Michaël Llodra       | Nicolas Mahut          | 40    | 10     |
| Marcel Granollers    | Marc López             | 42    | 11     |
| Eric Butorac         | Raven Klaasen          | 49    | 12     |
| Rohan Bopanna        | Aisam-ul-Haq Qureshi   | 56    | 13     |
| Treat Huey           | Dominic Inglot         | 63    | 14     |
| Jamie Murray         | John Peers             | 63    | 15     |
| Juan Sebastián Cabal | Robert Farah           | 64    | 16     |

| Tenistas                  | Tenistas             | Rank1 | Sembra |
| ------------------------- | -------------------- | ----- | ------ |
| Sara Errani               | Roberta Vinci        | 2     | 1      |
| Hsieh Su-wei              | Peng Shuai           | 7     | 2      |
| Cara Black                | Sania Mirza          | 11    | 3      |
| Yekaterina Makárova       | Yelena Vesniná       | 17    | 4      |
| Květa Peschke             | Katarina Srebotnik   | 18    | 5      |
| Raquel Kops-Jones         | Abigail Spears       | 28    | 6      |
| Tímea Babos               | Kristina Mladenovic  | 29    | 7      |
| Andrea Hlaváčková         | Zheng Jie            | 32    | 8      |
| Alla Kudryavtseva         | Anastasia Rodionova  | 36    | 9      |
| Ashleigh Barty            | Casey Dellacqua      | 37    | 10     |
| Lucie Hradecká            | Michaëlla Krajicek   | 42    | 11     |
| Garbiñe Muguruza          | Carla Suárez Navarro | 47    | 12     |
| Anabel Medina Garrigues   | Yaroslava Shvedova   | 49    | 13     |
| Chan Hao-ching            | Chan Yung-jan        | 55    | 15     |
| Anastasiya Pavliuchenkova | Lucie Šafářová       | 62    | 15     |
| Julia Görges              | Anna-Lena Grönefeld  | 64    | 16     |

## Campeones defensores
| Modalidad                   | Campeón 2013                          | Campeón 2014                       |
| Individual masculino        | Rafael Nadal                          | Marin Čilić                        |
| Individual femenino         | Serena Williams                       | Serena Williams                    |
| Dobles masculino            | Leander Paes Radek Štěpánek           | Bob Bryan Mike Bryan               |
| Dobles femenino             | Andrea Hlavackova Lucie Hradecka      | Yekaterina Makárova Yelena Vesniná |
| Dobles mixto                | Andrea Hlavackova Maksim Mirni        | Sania Mirza Bruno Soares           |
| Individual júnior masculino | Borna Ćorić                           | Omar Jasika                        |
| Individual júnior femenino  | Ana Konjuh                            | Marie Bouzková                     |
| Dobles júnior masculino     | Kamil Majchrzak Martin Redlicki       | Omar Jasika Naoki Nakagawa         |
| Dobles júnior femenino      | Barbora Krejčíková Kateřina Siniaková | İpek Soylu Jil Teichmann           |

## Invitaciones
| - Jared Donaldson - Marcos Giron - Ryan Harrison - Michaël Llodra - Wayne Odesnik - Noah Rubin - Tim Smyczek - Bernard Tomic | - CiCi Bellis - Madison Brengle - Danielle Collins - Jarmila Gajdošová - Nicole Gibbs - Amandine Hesse - Grace Min - Taylor Townsend |

| - Jared Donaldson / Michael Russell - Bradley Klahn / Tim Smyczek - Peter Kobelt / Hunter Reese - Stefan Kozlov / Noah Rubin - Michael Mmoh / Francis Tiafoe - Marcos Giron / Kevin King - Chase Buchanan / Tennys Sandgren | - Tornado Alicia Black / Bernarda Pera - Jennifer Brady / Samantha Crawford - Louisa Chirico / Katerina Stewart - Irina Falconi / Anna Tatishvili - Nicole Gibbs / Maria Sanchez - Grace Min / Melanie Oudin - Asia Muhammad / Taylor Townsend |

### Dobles mixto
- Tornado Alicia Black /  Ernesto Escobedo
- Jacqueline Cako /  Joel Kielbowicz
- Lauren Davis /  Nicholas Monroe
- Christina McHale /  Stefan Kozlov
- Asia Muhammad /  Taylor Harry Fritz
- Melanie Oudin /  Rajeev Ram
- Shelby Rogers /  Bradley Klahn
- Taylor Townsend /  Donald Young

## Clasificados
| 1. Marco Chiudinelli 2. Niels Desein 3. Filip Krajinović 4. Facundo Bagnis 5. Yoshihito Nishioka 6. Iliá Marchenko 7. Andreas Beck 8. Aleksandr Kudriávtsev 9. Peter Gojowczyk 10. Taro Daniel 11. Tatsuma Itō 12. Matthias Bachinger 13. James McGee 14. Steve Darcis 15. Radu Albot 16. Borna Ćorić | 1. Wang Qiang 2. Maryna Zanevska 3. Lesia Tsurenko 4. Ala Kudriávtseva 5. Ashleigh Barty 6. Xeniya Pervak 7. Françoise Abanda 8. Duan Yingying 9. Ons Jabeur 10. Aleksandra Krunić 11. Chan Yung-jan 12. Anastasia Rodiónova 13. Mirjana Lučić-Baroni 14. Paula Kania 15. Zheng Saisai 16. Aliaksandra Sasnovich |